# سیارک ۱۰۷۴۹
سیارک ۱۰۷۴۹ (به انگلیسی: 10749 Musaus، نامگذاری:1989GH8) ده هزار و هفتصد و چهل و نهمین سیارک کشف شده‌است که در ۶ آوریل ۱۹۸۹ کشف شد.
قدر مطلق سیارک برابر ۱۵٫۱۰ است.